# Mistrzostwa Świata w Piłce Nożnej 2022 (eliminacje strefy CAF)/Grupa D
Grupa D jest jedną z dziesięciu grup eliminacji drugiej rundy do Mistrzostw Świata 2022. Składa się z czterech niżej wymienionych reprezentacji:
- Kamerun
- Wybrzeże Kości Słoniowej
- Mozambik
- Malawi

Każda drużyna rozegra z każdą dwa mecze (u siebie i na wyjeździe). Mecze rozpoczną się we wrześniu 2021. Drużyna z pierwszego miejsca awansuje do trzeciej rundy.

## Tabela
| Lp. | Drużyna                  | M | Mecze | Mecze | Mecze | Bramki | Bramki | Bramki | Pkt |
| Lp. | Drużyna                  | M | W     | R     | P     | +      | −      | +/−    | Pkt |
| --- | ------------------------ | - | ----- | ----- | ----- | ------ | ------ | ------ | --- |
| 1.  | Kamerun                  | 6 | 5     | 0     | 1     | 12     | 3      | +9     | 15  |
| 2.  | Wybrzeże Kości Słoniowej | 6 | 4     | 1     | 1     | 10     | 3      | +7     | 13  |
| 3.  | Mozambik                 | 6 | 1     | 1     | 4     | 2      | 8      | −6     | 4   |
| 4.  | Malawi                   | 6 | 1     | 0     | 5     | 2      | 12     | −10    | 3   |

## Wyniki
| 3 września 2021 15:00 CEST | Mozambik | 0:0(0:0)Raport | Wybrzeże Kości Słoniowej | Estádio do Zimpeto, Maputo Sędzia: Pacifique Ndabihawenimana |
|                            |          |                |                          |                                                              |

| 3 września 2021 21:00 CEST | Kamerun · Aboubakar 9' · Ngadeu-Ngadjui 22' | 2:0(2:0)Raport | Malawi | Paul Biya Stadium, Jaunde Sędzia: Jean Jacques Ndala Ngambo |
|                            |                                             |                |        |                                                             |

| 6 września 2021 21:00 CEST | Wybrzeże Kości Słoniowej · Haller 20' (k.), 29' | 2:1(2:0)Raport | Kamerun · 61' (k.) Ngamaleu | Stade National de la Côte d’Ivoire, Anyama Sędzia: Mehdi Abid Charef |
|                            |                                                 |                |                             |                                                                      |

| 7 września 2021 15:00 CEST | Malawi · Mbulu 10' | 1:0(1:0)Raport | Mozambik | Orlando Stadium, Johannesburg (Południowa Afryka) Sędzia: Souleiman Ahmed Djama |
|                            |                    |                |          |                                                                                 |

| 8 października 2021 15:00 CEST | Malawi | 0:3(0:1)Raport | Wybrzeże Kości Słoniowej · 36' Gradel · 85' Sangaré · 90+5' Boga | Orlando Stadium, Johannesburg (Południowa Afryka) Sędzia: Peter Waweru |
|                                |        |                |                                                                  |                                                                        |

| 8 października 2021 18:00 CEST | Kamerun · Choupo-Moting 28', 51' · Toko Ekambi 63' | 3:1(1:0)Raport | Mozambik · 81' Catamo | Japoma Stadium, Duala Sędzia: Mohamed Marouf |
|                                |                                                    |                |                       |                                              |

| 11 października 2021 15:00 CEST | Mozambik | 0:1(0:0)Raport | Kamerun · 68' Ngadeu-Ngadjui | Stade de Tanger, Tanger (Maroko) Sędzia: Sabri Mohamed Fadul |
|                                 |          |                |                              |                                                              |

| 11 października 2021 18:00 CEST | Wybrzeże Kości Słoniowej · Pépé 2' · Kessié 66' (k.) | 2:1(1:1)Raport | Malawi · 20' Muyaba | Stade de l’Amitié, Kotonu (Benin) Sędzia: Bernard Camille |
|                                 |                                                      |                |                     |                                                           |

| 11 listopada 2021 14:00 CET | Malawi | 0:4(0:2)Raport | Kamerun · 22' (k.) Aboubakar · 42' Anguissa · 85', 87' Bassogog | Orlando Stadium, Johannesburg (Południowa Afryka) Sędzia: Issa Sy |
|                             |        |                |                                                                 |                                                                   |

| 11 listopada 2021 20:00 CET | Wybrzeże Kości Słoniowej · Gradel 10' · Cornet 61' · Seri 90' | 3:0(1:0)Raport | Mozambik | Stade de l’Amitié, Kotonu (Benin) Sędzia: Ahmed El Ghandour |
|                             |                                                               |                |          |                                                             |

| 16 listopada 2021 14:00 CET | Mozambik · Mzava 51' (sam.) | 1:0(0:0)Raport | Malawi | Stade de l’Amitié, Kotonu (Benin) Sędzia: Hassan Mohamed Hagi |
|                             |                             |                |        |                                                               |

| 16 listopada 2021 20:00 CET | Kamerun · Toko Ekambi 21' | 1:0(1:0)Raport | Wybrzeże Kości Słoniowej | Japoma Stadium, Duala Sędzia: Janny Sikazwe |
|                             |                           |                |                          |                                             |

## Strzelcy
2 gole
- Vincent Aboubakar
- Éric Maxim Choupo-Moting
- Michael Ngadeu-Ngadjui
- Karl Toko Ekambi
- Max Gradel
- Sébastien Haller

1 gol
- André Anguissa
- Moumi Ngamaleu
- Richard Mbulu
- Khuda Muyaba
- Geny Catamo
- Jérémie Boga
- Maxwel Cornet
- Franck Kessié
- Nicolas Pépé
- Ibrahim Sangaré
- Jean Seri

Gol samobójczy
- Limbikani Mzava (dla Mozambiku)